# Вальбревенна
Вальбревенна (італ. Valbrevenna, ліг. Valbrevenna) — муніципалітет в Італії, у регіоні Лігурія, метрополійне місто Генуя.
Вальбревенна розташована на відстані близько 410 км на північний захід від Рима, 20 км на північний схід від Генуї.
Населення — 804 особи (2014).
Щорічний фестиваль відбувається 9 липня. Покровитель — Nostra Signora dell'Acqua.

## Демографія
Населення за роками:

Станом на 1 січня 2023 року в муніципалітеті офіційно проживало 13 іноземців з 6 країн, серед них 10 громадян країн Євросоюзу.

## Сусідні муніципалітети
- Каррега-Лігуре
- Казелла
- Крочефієскі
- Монтоджо
- Пропата
- Савіньоне
- Торрилья
- Воббія